# Bolivia i olympiska vinterspelen 1992
Bolivia deltog med fem deltagare vid de olympiska vinterspelen 1992 i Albertville. Ingen av landets deltagare erövrade någon medalj.